# Charles Hennen
Charles Marie Arnold Hennen (Londen, 3 december 1861 – Heerlen, 21 augustus 1953) was een Nederlands violist.
Hij is zoon van violist Frederik Hennen en Maria Petronella Josepha Gelekerken. Tijdens zijn Antwerpse periode trouwde hij met Mathilde Henriëtte Warlomont/Warlemont. Het gezin Charles Hennen bewoonde enige tijd Weltermolen en was ereburger van Heerlen.
Hij kreeg zijn muziekopleiding van zijn vader en in Antwerpen van ooms Arnold Hennen (pianist) en Mathieu Hennen. Onder de latere leraren bevonden zich Peter Benoit en Emil Ergo. Al vanaf jonge leeftijd trad hij op als solist; er is een concert van hem bekend in de concert zaal van het Koninklijk Conservatorium Luik; hij was toen dertien jaar. Daarna trad hij diverse malen als soloviolist op. Hij vestigde zich als muziekonderwijzer en eerste violist/soloviolist bij de Franse Opera in Antwerpen. Hij kreeg de bijnaam concertmeester van Antwerpen, doordat hij een reeks concerten organiseerde onder de titel Concerts Populaires. Hij werd uiteindelijk ook daadwerkelijk concertmeester, maar dan bij de Nationale Opera van Antwerpen. 
Rond 1909 keerde hij terug naar de bakermat van de familie, Heerlen en trok zich terug uit het concertleven. Hij hield zich voornamelijk bezig met muziekles geven met af en toe een liefdadigheidsconcert. In 1910 stichtte hij de muziekschool van Heerlen, waaraan hij 22 jaar leiding zou geven; later bekend als "School van Hennen". De school werd overeind gehouden door donaties, maar later droeg ook de gemeente subsidie bij. In 1932 moest hij zijn werkzaamheden als directeur staken; zijn matige gezondheid speelde hem parten. Hij bleef echter betrokken bij de muziek in en om Heerlen. In 1951 was hij nog aanwezig bij de opening van de nieuwe vestiging van de muziekschool aan de Stationstraat 61. Hij kreeg toen uit handen van burgemeester Marcel van Grunsven een zilveren medaille van de stad uitgereikt. Hij is naamgever van het Charles Hennen Concours, waar violist Theo Olof bestuurslid en juryvoorzitter is geweest.
Hij schreef ook enkele werken:
- Heimwee voor mannenkoor,
- de operette Repelsteeltje met een ouverture
- de operette Goudsterretje
- de operette De woudkoningin
- Canzonetta voor viool en piano
- De bergwerker voor zangstem en piano
- trio voor twee violen en altviool
- en enkele niet uitgegeven werken